# Seechen (Lanke)
Das Seechen in der Gemeinde Wandlitz im Forstgebiet der Stadt Bernau bei Berlin ist ein kleiner fast runder See im Nordwesten des besser bekannten Liepnitzsees. Es ist ein Restgewässer, das durch Verlandung eines Flachwassers zwischen der noch zum Ende des 19. Jahrhunderts vorhandenen Insel Kleiner Werder und dem Endmoränenwall abgetrennt wurde.

## Geografie
Die Fläche des Seechens wird mit 7 ha angegeben. Das Seechen ist wie die anderen Gewässer in der Umgebung nach der letzten Eiszeit entstanden. Zwischen dem Liepnitzsee und dem Seechen befindet sich ein etwa 200 Meter breiter Landstreifen, der weiterhin als Kleiner Werder bezeichnet wird.
Das Seechen besitzt keinen sichtbaren Zu- oder Ablauf, die Entwässerung vollzieht sich durch die Feuchtgebiete nördlich und südlich des Kleinen Werder zum Liepnitzsee hin.

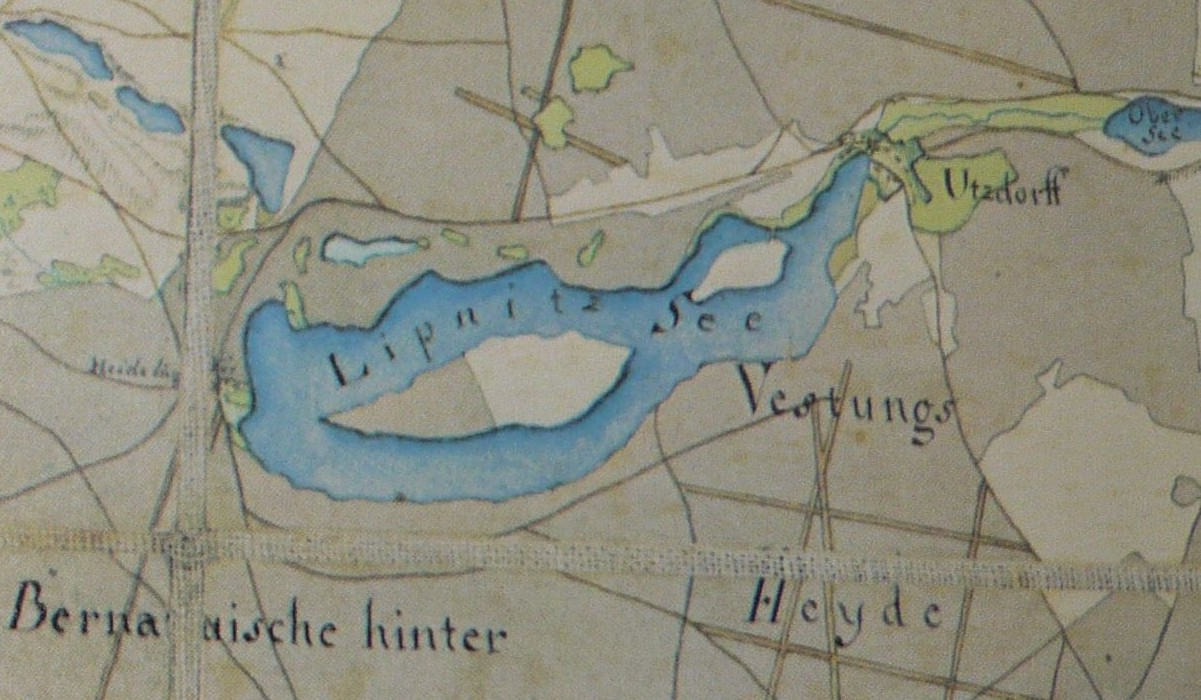
Liepnitzsee und seine Umgebung um 1774;
Seechen hier noch nicht abgetrennt, in der Nordbucht oberhalb der kleinen Insel zu erkennen.

Auf der Karte des 18. Jahrhunderts ist die Wasserfläche noch zusammenhängend und in der Bucht befindet sich eine kleine Insel (Kleiner Werder). Eine Wanderkarte aus den 1930er Jahren zeigt bereits eine unterbrochene Wasserfläche und der Kleine Werder ist nun eine Halbinsel. Im 21. Jahrhundert erscheint der See isoliert auf den Landkarten.

## Flora und Fauna
Die Uferregion ist morastig und besteht in Teilen aus Schwingrasen. Das Seechen samt seinem Ufer gehört zum Naturschutzgebiet Oberseemoor und ist gleichzeitig Bestandteil des Großschutzgebietes Naturpark Barnim.
Buchen, Erlen, Gebüsch sowie Schwimmblatt- und Röhrichtzonen bestimmen den Bewuchs rund um das Ufer. Typische Niedermoorpflanzen haben sich angesiedelt. Eine kleine von Büschen und Bäumen freigehaltene Fläche zur Wohnsiedlung hin dient zum Jagen von Niederwild.
Im Seechen wurden folgende Fischarten bestimmt: Aal, Barsch, Brasse, Güster, Karpfen, Rotauge, Rotfeder und Hecht.
Libellen, Amphibien, Vögel (darunter auch der Eisvogel und die Rohrweihe), Fledermäuse und Fischotter sind im Gebiet des Seechen beheimatet und geschützt.

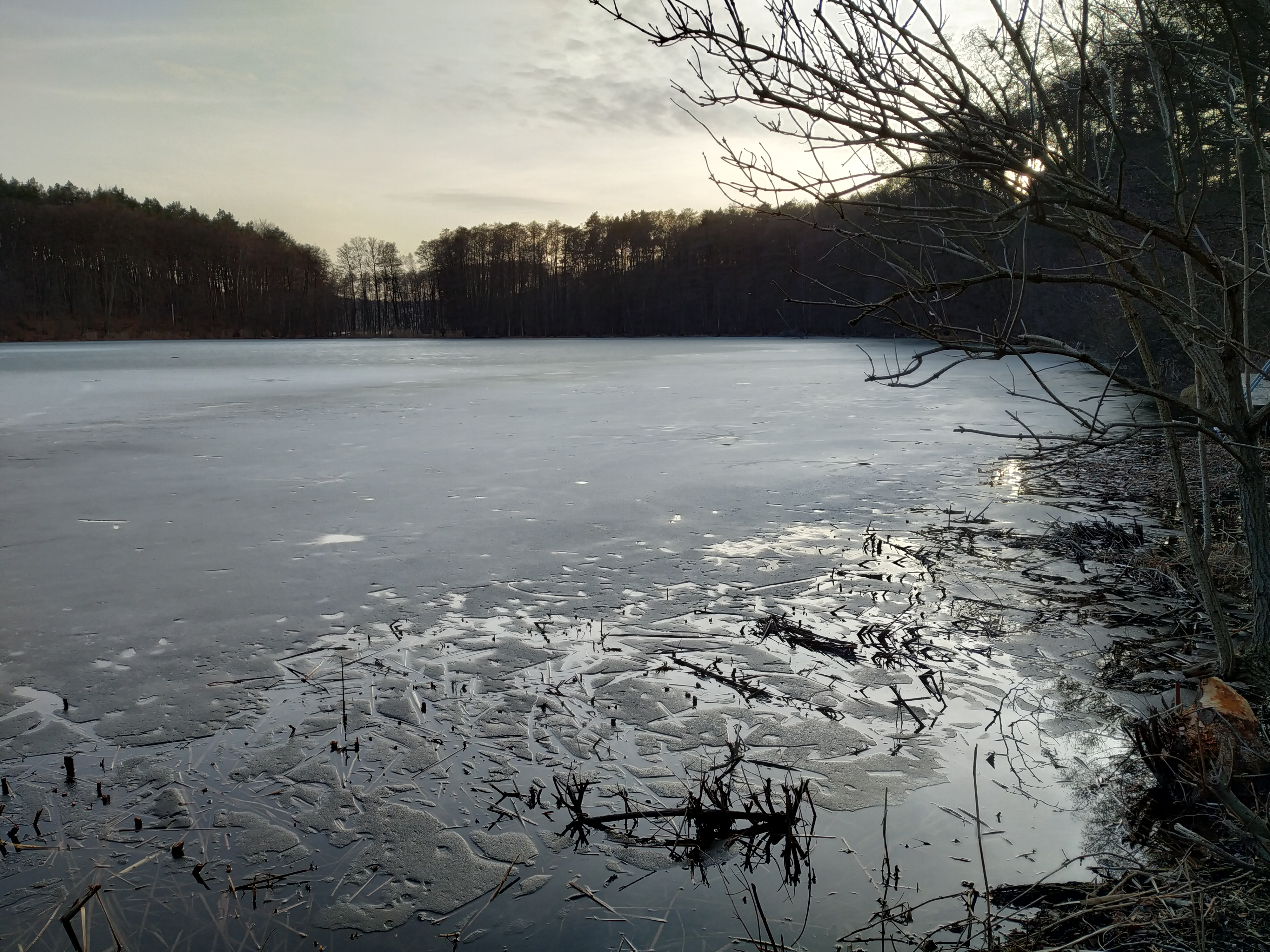
Leicht zugefrorenes Seechen im Winter 2020/2021

## Umgebung
Das Seechen bei Lanke ist ein ausgewiesenes Angelgewässer (Nummer F 03-114), das jedoch schlecht zugängig ist. Betreut wird es vom Anglerverein Bernau 1891 e. V. Auf seiner nordwestlichen Seite befindet sich am Hang eine Kleinwohnsiedlung, die bis zur Straße am Liepnitzsee heranreicht. Die nördlichste Rundung beherbergt einige Stege und Schutzhütten, die von Anglern und Anwohnern benutzt werden. Nordöstlich des Seechens liegt der Ortsteil Ützdorf der Großgemeinde Wandlitz, auch der Ortsteil Lanke ist nicht weit ab.